# 贝尔纳迪诺·马沙多
贝尔纳迪诺·路易斯·马沙多·吉马良斯（Bernardino Luís Machado Guimarães 葡萄牙語發音：[bɨɾnaɾˈdinu mɐˈʃadu]; 1851年3月28日—1944年4月29日），葡萄牙政治人物，葡萄牙第3任和第8任总统(1915 - 1917,1925 - 1926)。

## 早年生活
贝尔纳迪诺·马沙多出生在巴西帝国里约热内卢，是安东尼奥·路易斯·马沙多·吉马拉埃斯(1820-1882)的儿子，琼恩第一男爵，也是贵族出身的富商。他的第二任妻子是普拉克塞德斯·德索萨·吉马拉埃斯。1860年，贝尔纳迪诺来到葡萄牙，1866年就读于科英布拉大学，学习了三年数学，1873年毕业于哲学专业。1872年，他选择加入葡萄牙国籍。马沙多继续学业，于1876年获得哲学博士学位，1883年毕业于普通农业和农村经济专业。他从1877年开始在那个机构做演讲。
1882年1月，他与埃尔兹拉·丹塔斯·冈卡尔维斯·佩雷拉结婚，并育有19个孩子。他的一个女婿阿基里诺·里贝罗是作家，他的儿子阿基里诺·里贝罗·马沙多是康乃馨革命后里斯本的首位市长。

## 参政
1882年，他于拉梅古当选为葡萄牙议会议员，1886年于科英布拉当选议员。1890年和1894年还被科英布拉大学选为贵族。在此期间，他于1893年在欣策·里贝罗内阁短暂担任公共工程部长，并创建了葡萄牙第一个劳工法庭。他对公共教育特别感兴趣，1892年成为高等公共教育委员会的一员，并出版了几本这方面的书。
1902年，马沙多还短暂担任过民主党党代表大会主席，在转投共和党之后，他在1906年至1909年间担任共和党党代表大会主席。他是为数不多的在君主制时期转变为共和主义者的君主主义者之一。
1910年共和国成立后，他被任命为外交部长，并在1911年的总统选举中竞选失败。之后，他被任命为驻巴西大使，并于1914年重返政坛，领导了葡萄牙这一时期众多简短内阁之一。1915年，马沙多再次竞选总统，这次他当选为葡萄牙总统。在他的任期内，他收到了德国的宣战书(1916年3月)，并访问视察了驻扎在法国战场上的葡萄牙军队。
1917年，政府被西多尼奥·佩斯领导的军事政变推翻，马沙多流亡国外。1919年马沙多回国时，他被选为参议员。他于1921年2月10日至5月23日担任首相。1925年，在特谢拉·戈麦斯总统辞职后，他再次当选总统，但一年后(1926年)戈梅斯·达·科斯塔推翻了他。直到1974年，这个国家一直处于军事独裁和文官独裁的状态。
他第二次流亡法国，在那里他继续对葡萄牙政权持批评态度。1940年德国占领法国，迫使他在葡萄牙寻求庇护，政府同意了他的请求，但他的活动被限制在葡萄牙北部的私人寓所。1944年，他在波尔图去世，享年93岁，这使他成为葡萄牙历史上最长寿的总统。

## 个人生活
他是著名作家阿基利诺·里贝罗的岳父，也是心理学家和性学家胡里奥·马沙多·瓦兹的曾祖父。1906年，马沙多当选为美国古物学会会员。